# Campeonato Asiático de Atletismo de 2011
A 19ª edição do Campeonato Asiático de Atletismo foi o evento esportivo organizado pela Associação Asiática de Atletismo (AAA) no Kobe Universiade Memorial Stadium, na cidade de Kobe no Japão entre 7 e 10 de julho de 2011. Foram disputados 42 provas no campeonato, no qual participaram 464 atletas de 40 nacionalidades. 

## Medalhistas

### Masculino
| Evento                           | Ouro                                                                        | Ouro     | Prata                                                                                        | Prata    | Bronze                                                                    | Bronze   |
| -------------------------------- | --------------------------------------------------------------------------- | -------- | -------------------------------------------------------------------------------------------- | -------- | ------------------------------------------------------------------------- | -------- |
| 100 metros detalhes              | Su Bingtian · China                                                         | 10.21    | Masashi Eriguchi · Japão                                                                     | 10.28    | Sota Kawatsura · Japão                                                    | 10.30    |
| 200 metros detalhes              | Femi Seun Ogunode · Catar                                                   | 20.41 =  | Hitoshi Saito · Japão                                                                        | 20.75    | Omar Jouma Al-Salfa · Emirados Árabes Unidos                              | 20.97    |
| 400 metros detalhes              | Yousef Ahmed Masrahi · Arábia Saudita                                       | 45.79    | Hideyuki Hirose · Japão                                                                      | 46.03    | Yūzō Kanemaru · Japão                                                     | 46.38    |
| 800 metros detalhes              | Mohammad Al-Azemi · Kuwait                                                  | 1:46.14  | Sajjad Moradi Irão                                                                           | 1:46.35  | Ghamnda Ram · Índia                                                       | 1:46.46  |
| 1 500 metros detalhes            | Mohammad Al-Azemi · Kuwait                                                  | 3:42.49  | Sajjad Moradi Irão                                                                           | 3:43.30  | Chaminda Wijekoon · Sri Lanka                                             | 3:44.01  |
| 5 000 metros detalhes            | Dejenee Mootumaa · Bahrein                                                  | 13:39.71 | Yuki Sato · Japão                                                                            | 13:40.78 | Alemu Bekele Gebre · Bahrein                                              | 13:41.93 |
| 10 000 metros detalhes           | Ali Hasan Mahboob · Bahrein                                                 | 28:35.49 | Bilisuma Shugi Gelasa · Bahrein                                                              | 28:36.30 | Akinobu Murasawa · Japão                                                  | 28:40.63 |
| 110 metros barreiras detalhes    | Liu Xiang · China                                                           | 13.22    | Shi Dongpeng · China                                                                         | 13.56    | Park Tae-Kyong Coreia do Sul                                              | 13.66    |
| 400 metros barreiras detalhes    | Takatoshi Abe · Japão                                                       | 49.64    | Yuta Imazeki · Japão                                                                         | 50.22    | Chieh Chen · Taipé Chinesa                                                | 50.39    |
| 3 000 metros obstáculos detalhes | Abubaker Ali Kamal · Catar                                                  | 8:30.23  | Artem Kosinov · Cazaquistão                                                                  | 8:35.11  | Tareq Mubarak Taher · Bahrein                                             | 8:45.47  |
| 4×100 metros estafetas detalhes  | Japão · Sota Kawatsura · Masashi Eriguchi · Shinji Takahira · Hitoshi Saito | 39.18    | Hong Kong · Tang Yik Chun · Lai Chun Ho · Ng Ka Fung · Chi Ho Tsui                           | 39.26    | Taipé Chinesa · Wang Wen-Tang · Liu Yuan-Kai · Tsai Meng-Lin · Yi Wei-Che | 39.30    |
| 4×400 metros estafetas detalhes  | Japão · Yusuke Ishitsuka · Kei Takase · Hideyuki Hirose · Yuzo Kanemaru     | 3:04.72  | Arábia Saudita · Mohammed Ali Albishi · Hamed Al-Bishi · Y.I. Alhezam · Yousef Ahmed Masrahi | 3:08.03  | Irão Peiman Rajabi Amin Ghelichi Ehsan Mohajer Shojaei Sajjad Hashemi     | 3:08.58  |
| Salto em altura detalhes         | Mutaz Essa Barshim · Catar                                                  | 2.35 m   | Majd Eddin Ghazal Síria                                                                      | 2.28 m   | Wang Chen · China                                                         | 2.26 m   |
| Salto com vara detalhes          | Daichi Sawano · Japão                                                       | 5.50 m   | Hiroki Ogita · Japão                                                                         | 5.40 m   | Yang Yansheng · China                                                     | 5.40 m   |
| Salto em distância detalhes      | Su Xiongfeng · China                                                        | 8.19 m   | Supanara Sukhasvasti · Tailândia                                                             | 8.05 m   | Rikiya Saruyama · Japão                                                   | 8.05 m   |
| Salto triplo detalhes            | Yevgeniy Ektov · Cazaquistão                                                | 16.91 m  | Li Yanxi · China                                                                             | 16.70 m  | Roman Valiyev · Cazaquistão                                               | 16.62 m  |
| Arremesso do peso detalhes       | Chang Ming-Huang · Taipé Chinesa                                            | 20.14 m  | Zhang Jun · China                                                                            | 19.77 m  | Om Prakash Karhana · Índia                                                | 19.47 m  |
| Lançamento de disco detalhes     | Ehsan Haddadi Irão                                                          | 62.27 m  | Vikas Gowda · Índia                                                                          | 61.58 m  | Wu Jian · China                                                           | 56.61 m  |
| Lançamento de martelo detalhes   | Ali Al-Zinkawi · Kuwait                                                     | 73.73 m  | Hiroshi Noguchi · Japão                                                                      | 70.89 m  | Hiroaki Doi · Japão                                                       | 70.69 m  |
| Lançamento de dardo detalhes     | Yukifumi Murakami · Japão                                                   | 83.27 m  | Park Jae-Myong Coreia do Sul                                                                 | 80.19 m  | Ivan Zaitcev · Uzbequistão                                                | 79.22 m  |
| Decatlo detalhes                 | Hadi Sepehrzad Irão                                                         | 7506 pts | Akihiko Nakamura · Japão                                                                     | 7478 pts | Bharatinder Singh · Índia                                                 | 7358 pts |

## Quadro de medalhas
| Ordem | País                   | Medalha de ouro | Medalha de prata | Medalha de bronze | Total |
| ----- | ---------------------- | --------------- | ---------------- | ----------------- | ----- |
| 1     | China                  | 11              | 12               | 4                 | 27    |
| 2     | Japão                  | 11              | 10               | 12                | 33    |
| 3     | Bahrein                | 5               | 2                | 2                 | 9     |
| 4     | Kuwait                 | 3               | 0                | 0                 | 3     |
| 4     | Catar                  | 3               | 0                | 0                 | 3     |
| 6     | Irão                   | 2               | 2                | 2                 | 6     |
| 7     | Índia                  | 1               | 3                | 8                 | 12    |
| 8     | Cazaquistão            | 1               | 2                | 3                 | 6     |
| 9     | Uzbequistão            | 1               | 2                | 1                 | 4     |
| 10    | Tailândia              | 1               | 1                | 1                 | 3     |
| 10    | Vietname               | 1               | 1                | 1                 | 3     |
| 12    | Arábia Saudita         | 1               | 1                | 0                 | 2     |
| 13    | Taipé Chinesa          | 1               | 0                | 2                 | 3     |
| 14    | Coreia do Sul          | 0               | 2                | 2                 | 4     |
| 15    | Sri Lanka              | 0               | 1                | 2                 | 3     |
| 16    | Hong Kong              | 0               | 1                | 0                 | 1     |
| 16    | Líbano                 | 0               | 1                | 0                 | 1     |
| 16    | Síria                  | 0               | 1                | 0                 | 1     |
| 19    | Emirados Árabes Unidos | 0               | 0                | 1                 | 1     |
|       | Total                  | 42              | 42               | 41                | 125   |

## Participantes
464 atletas de  40 nacionalidades participaram da competição.
- Afeganistão (2)
- Bangladesh (2)
- Bahrein (10)
- Brunei (3)
- China (40)
- Taipé Chinesa (16)
- Timor-Leste (1)
- Hong Kong (15)
- Índia (34)
- Indonésia (16)
- Irão (24)
- Iraque (10)
- Japão (87)
- Jordânia (2)
- Cazaquistão (24)
- Kuwait (6)
- Quirguistão (3)
- Laos (2)
- Líbano (2)
- Macau (4)
- Maldivas (2)
- Malásia (8)
- Mongólia (6)
- Nepal (2)
- Omã (11)
- Paquistão (5)
- Palestina (2)
- Filipinas (6)
- Catar (6)
- Arábia Saudita (14)
- Singapura (6)
- Coreia do Sul (24)
- Sri Lanka (11)
- Síria (4)
- Tajiquistão (2)
- Tailândia (16)
- Turquemenistão (5)
- Emirados Árabes Unidos (7)
- Uzbequistão (17)
- Vietname (7)

Legenda
| Recorde mundial       | Recorde mundial (World record)               |                       | Recorde africano                      | Recorde africano (African) |                                           | Q | Classificado por posição (Qualified) |
| Recorde do campeonato | Recorde do campeonato (Championship record)  | Recorde da América    | Recorde da América (Americas)         | q                          | Classificado por melhor tempo (Qualified) |   |                                      |
| Melhor marca do ano   | Melhor marca do ano (World leading)          | Recorde asiático      | Recorde asiático (Asian)              | DNS                        | Não largou (Did not start)                |   |                                      |
| Recorde nacional      | Recorde nacional (National record)           | Recorde europeu       | Recorde europeu (European)            | DNF                        | Não terminou (Did not finish)             |   |                                      |
| Recorde pessoal       | Recorde pessoal do atleta (Personal best)    | Recorde da Oceania    | Recorde da Oceania (Oceania)          | DSQ / DQ                   | Desclassificado (Disqualified)            |   |                                      |
| Recorde da temporada  | Recorde da temporada do atleta (Season best) | Recorde sul-americano | Recorde sul-americano (South America) | NM                         | Sem marca (No mark)                       |   |                                      |